# Hans Montag
Hans Montag (* 21. Januar 1952 in Köln) ist ein ehemaliger deutscher Hockeyspieler. Er war 1978 Europameister im Freien sowie 1976 und 1980 Europameister in der Halle.  

## Sportliche Karriere
Hans Montag bestritt zwischen 1975 und 1981 insgesamt 100 Länderspiele für die deutsche Nationalmannschaft, davon 26 in der Halle. Hans Montag gewann 1976 mit der deutschen Nationalmannschaft den Titel bei der Hallenhockey-Europameisterschaft. Bei den Olympischen Spielen 1976 in Montreal wurde Montag in zwei Vorrundenspielen eingesetzt, die deutsche Mannschaft belegte am Ende den fünften Platz. Zwei Jahre später bei der Europameisterschaft 1978 in Hannover gewann die deutsche Mannschaft den Titel nach der Verlängerung des Endspiels gegen die Niederländer. Neben Hans Montag stand 1978 auch sein Bruder Joachim Montag in der Europameistermannschaft. Bei der Hallen-Europameisterschaft 1980 gewann Hans Montag noch einmal einen Europameistertitel.
Hans Montag begann seine Karriere beim Kölner HTC Blau-Weiss in Köln. Später wechselte der Mittelfeldspieler dann zu Schwarz-Weiß Köln. 1976 gewannen Hans und Joachim Montag mit Schwarz-Weiß die Deutsche Meisterschaft. 1978 spielte Hans Montag wieder für Blau-Weiss, während Joachim weiter bei Schwarz-Weiß aktiv war. Joachim Montags Sohn Jan-Marco Montag, der Neffe von Hans, war später ebenfalls Hockeynationalspieler.